# Jæren

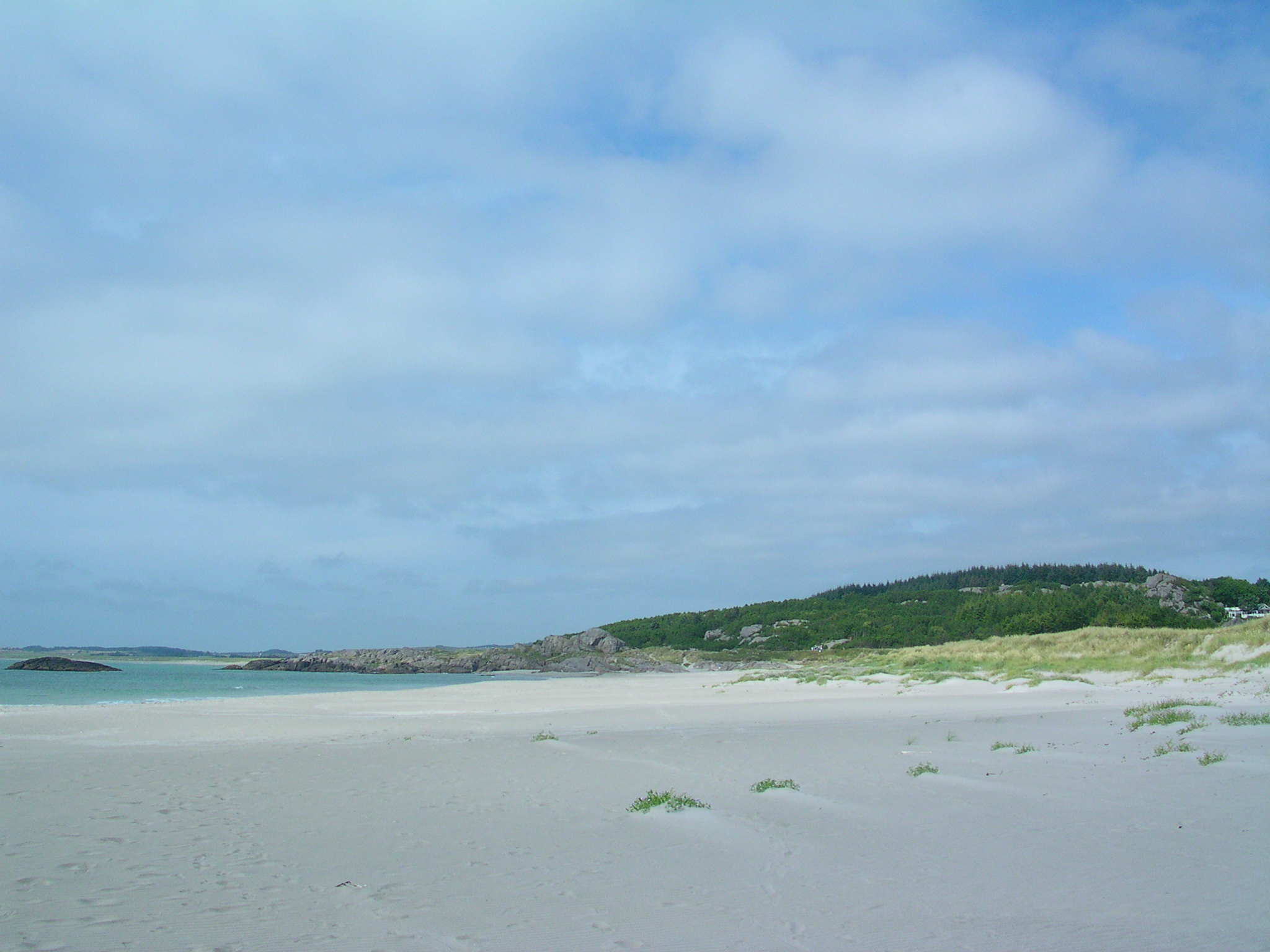
Praias são típicas da linha costeira de Jæren.

Jæren é um distrito tradicional se estendendo por 65 quilômetros na costa sudoeste da Noruega. Está localizado ao sul de Boknafjorden e noroeste de Dalane no condado de Rogaland. POssui um tamanho geográfico de 1.070 km², e a população é de cerca de 260.000. Jæren é frequentemente separada em Nord-Jæren (norte) e Sør-Jæren (sul).
A maior área urbana em Jæren são as cidades vizinhas de Stavanger/Sandnes (pop. 210.874 em 2015).